# William Owen Pughe
William Owen Pughe (7 août 1759 - 4 juin 1835) est un antiquaire et grammairien gallois surtout connu pour son dictionnaire gallois et anglais, publié en 1803, mais également connu pour ses livres de grammaire et ses "pughismes" (néologismes).

## Biographie

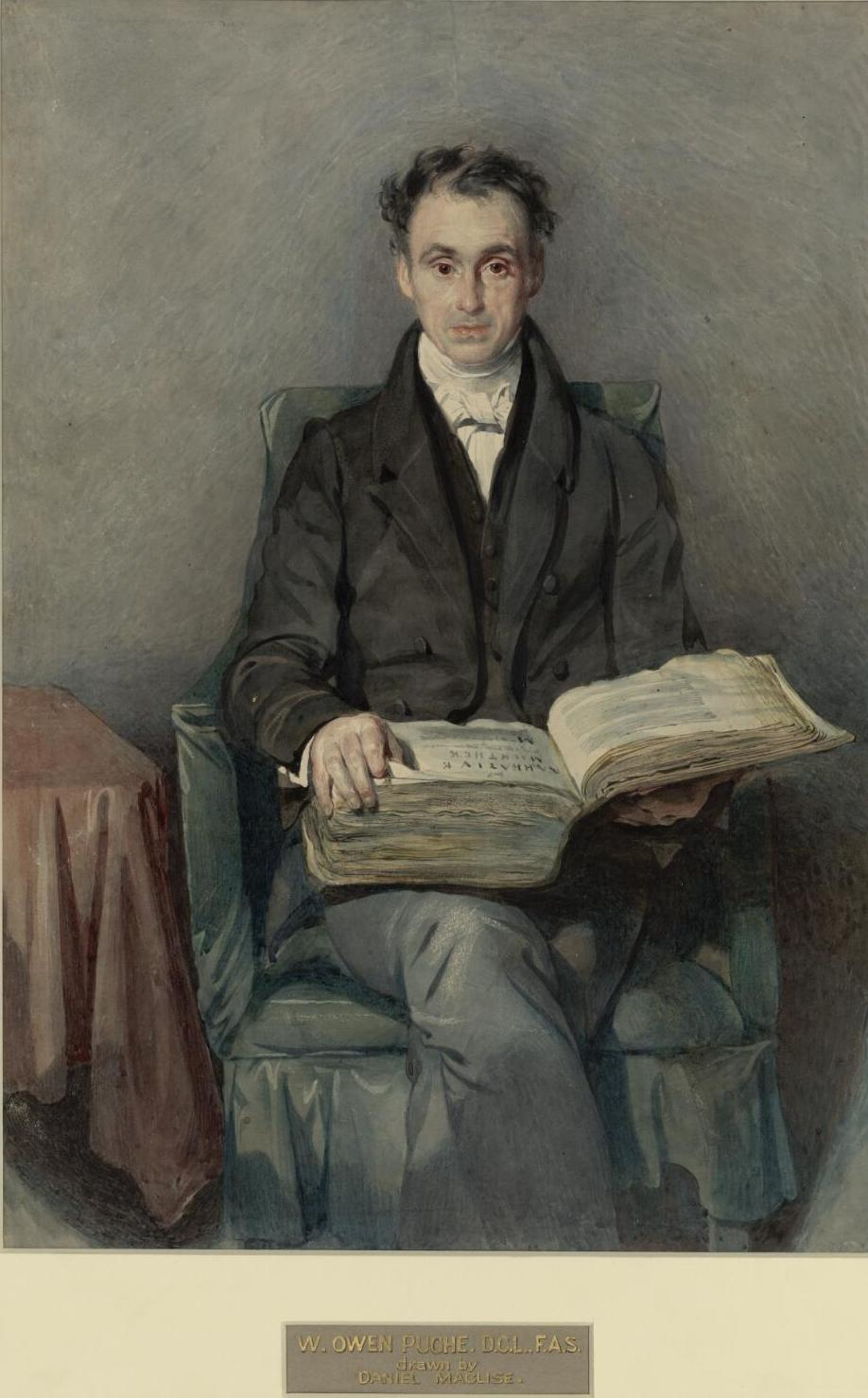
Portrait de William Owen Pughe par Daniel Maclise

Il est né William Owen à Llanfihangel-y-Pennant, dans le Merionethshire, mais sa famille déménage à Ardudwy (en) lorsque William a environ sept ans. Il s'installe à Londres en 1776. C'est là qu'il fait la connaissance d'Owen Jones. Il travaille d'abord comme commis dans un cabinet d'avocats, puis devient professeur d'algèbre dans un pensionnat pour filles et également tuteur privé pour les enfants de riches familles.
En 1783, il rejoint la Society of Gwyneddigion et commence bientôt à compiler son dictionnaire gallois-anglais. L'influence de Pughe sur l'orthographe galloise est maintenant[Quand ?] généralement considérée comme négative[Par qui ?].
En 1806, il hérite des domaines d'un parent éloigné, Rice Pughe de Nantglyn dans le Denbighshire. C'est en remerciement pour son cousin et bienfaiteur qu'il ajoute « Pughe » à son nom de naissance. Après cela, il bénéficie d'un revenu privé qui lui permet de consacrer tout son temps à des activités littéraires et savantes. Il reste à Londres après 1815, lorsque sa femme meurt, mais sa santé déclinant, il retourne vivre au pays de Galles en 1825. Il meurt dix ans plus tard dans la maison d'un ami au bord du lac Tal-y-llyn.
En 1790, Pughe épouse Sarah Elizabeth Harper. Le couple a deux filles et un fils, le célèbre érudit Aneurin Owen.

## Travaux
- A Dictionary of the Welsh Language, Explained in English (1803)[3]
- The Cambrian Biography (1803)
- Coll Gwynfa (traduction de Paradise Lost ) (1819)
- Hou Gadarn (1822)

Pour Cyclopædia de Rees, il écrit sur l'histoire, mais les sujets ne sont pas connus.